# Sukno (vazba pletenin)

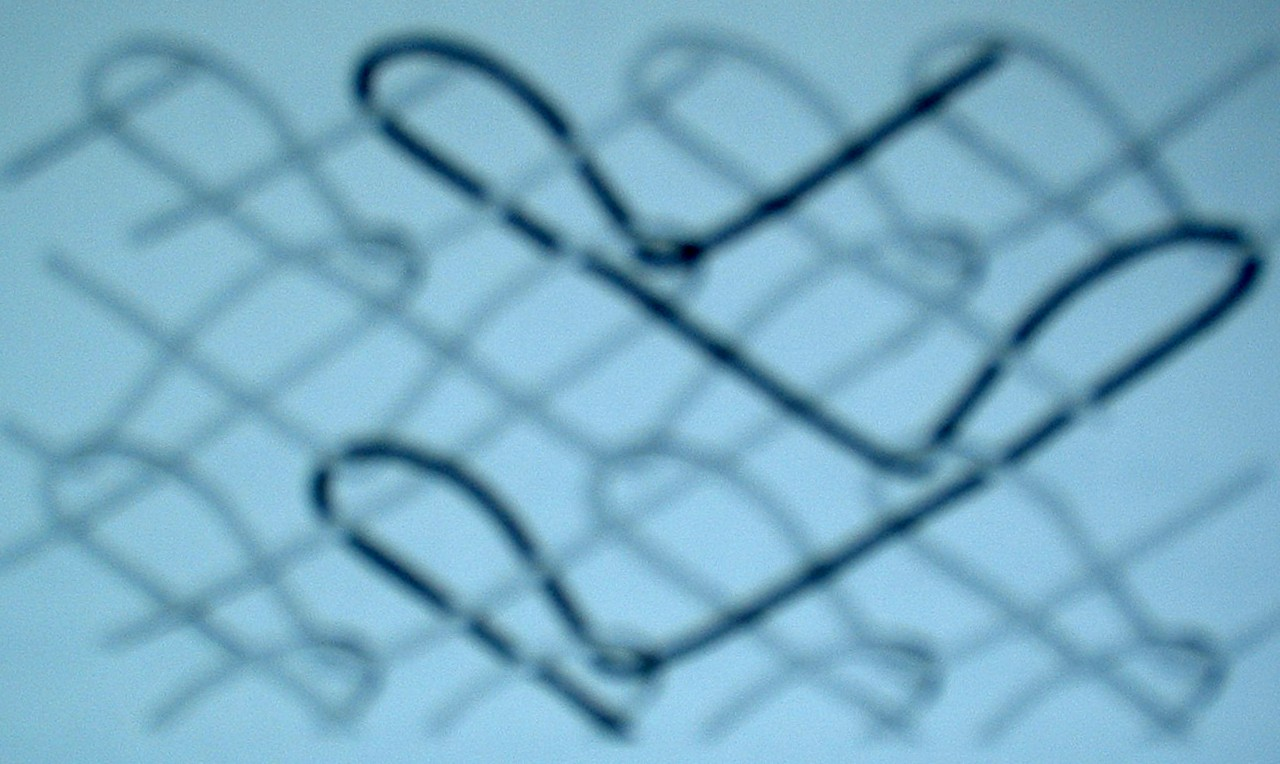
Schéma otevřené suknové vazby

Sukno je vazba osnovních pletenin, která se tvoří střídavým kladením nitě na druhé sousední jehly. Sousední jehly se obchází, takže každé očko vazby je podloženo jednou spojovací kličkou. Konstrukce vazby je odvozena od trikotu (který se tvoří kladením na první sousední jehly). Pleteniny se od sebe odlišují zejména délkou spojovací kličky.
Jednoduché sukno se vyrábí na jednolůžkových osnovních strojích s otevřeným nebo uzavřeným kladením.
Z pletenin se suknovou vazbou ze strojů se dvěma kladecími přístroji jsou nejznámější:
- Kombinace sukna s řetízkem. Je to poměrně málo elastické zboží, které se sotva sráží a kraje pleteniny se nekroutí. Používá se na košile, podšívku, na potiskování a jako podklad k povrstvování plastickými materiály.

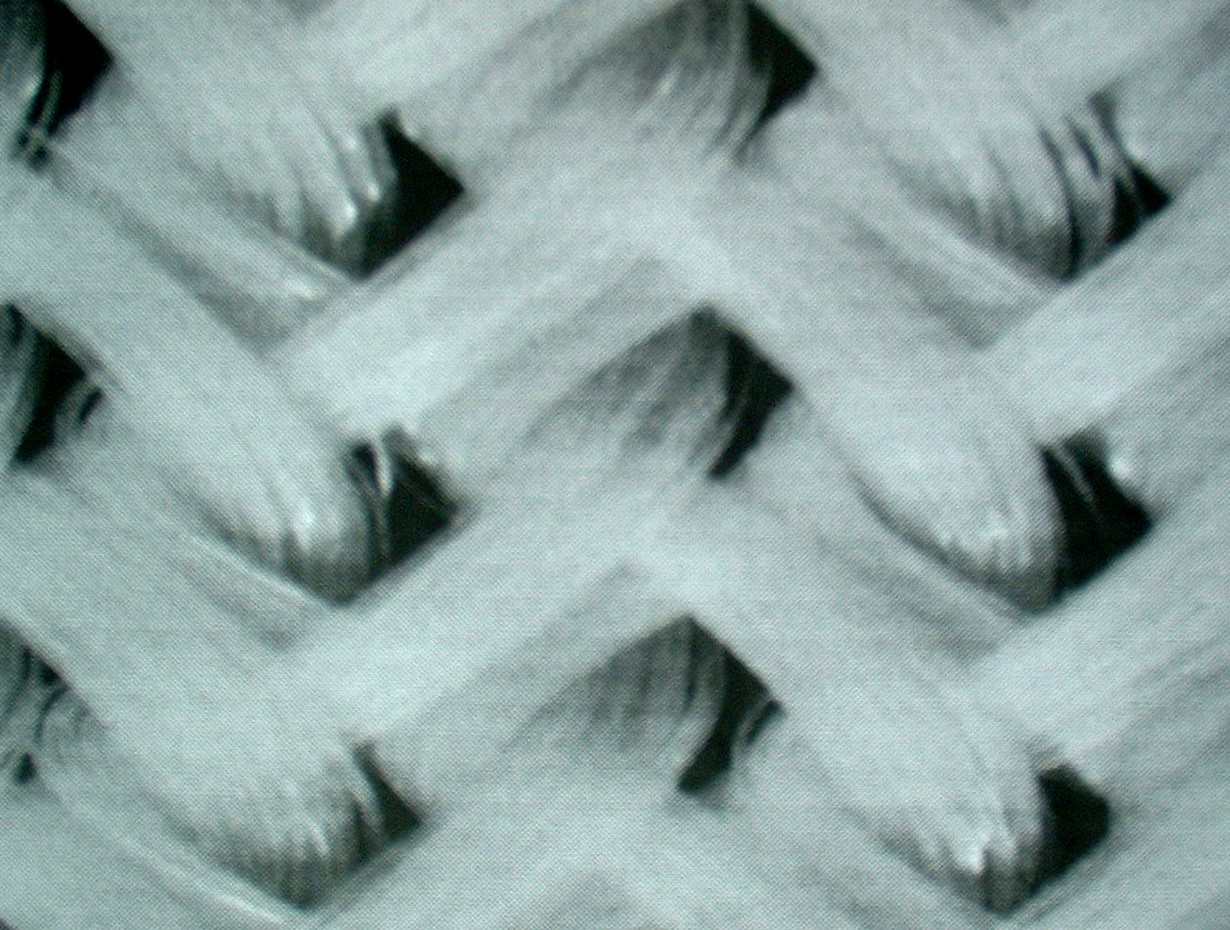
Detail pleteniny s uzavřenou suknovou vazbou

- Trikot se suknovou vazbou (šarmé). Pletenina se používá na dámské spodní prádlo, halenky a košile.
- Dvojitá suknová vazba, např. pleteniny s jednou elastickou a jednou neelastickou nití [1]